# پرسی وارکو
پرسی وارکو (انگلیسی: Percy Varco; ۱۷ آوریل ۱۹۰۲ – ۲۹ ژانویهٔ ۱۹۸۲ (۷۹ سال)) بازیکن فوتبال اهل بریتانیا بود.
از باشگاه‌هایی که در آن بازی کرده‌است می‌توان به باشگاه فوتبال سنت بلیزی، باشگاه فوتبال تورکی یونایتد، باشگاه فوتبال نوریچ سیتی، باشگاه فوتبال اکستر سیتی، باشگاه فوتبال کویینز پارک رنجرز، باشگاه فوتبال استون ویلا، باشگاه فوتبال برایتون اند هوو آلبیون، و باشگاه فوتبال سنت اوستل اشاره کرد.